# Кёйджегиз
Кёйджегиз (тур. Köyceğiz) — город и район в провинции Мугла (Турция).